# アレクサンドリアのテオン
アレクサンドリアのテオン（Theon of Alexandria 、335年頃 - 405年頃）は、アエギュプトゥスの天文学者・数学者・哲学者で、アレクサンドリア図書館の最後の所長である。
アレクサンドリア図書館はアレキサンドリアのキリスト教司教テオフィロスの求めに応じて、ローマ帝国の皇帝、テオドシウス1世が非キリスト教の宗教施設・神殿を破壊する許可を391年に与えたため、キリスト教の暴徒によって破壊された。415年に、テオンの娘で、偉大な数学者であったヒュパティアも虐殺された。
テオンの業績は364年にユークリッドの『原論』を編纂したことなどがある。ヘレニズムの学者の著作に注釈を加え、ユークリッドの著作やプトレマイオスのアルマゲストの『簡易表』やアラトスの詩に関するものがあった。
『簡易表』の解説のなかで、テオンは歳差運動によって至点が黄道上を往復する理論を初めて示した。